# Bienkotetrix transsylvanicus
Bienkotetrix transsylvanicus é uma espécie de insecto da família Tetrigidae.
Pode ser encontrada nos seguintes países: Hungria e Roménia.